# Mey, Wader, Wecker – das Konzert
Mey, Wader, Wecker – das Konzert ist ein Livealbum des Sängers und Liedermachers Hannes Wader zusammen mit Reinhard Mey und Konstantin Wecker aus dem Jahr 2003.

## Entstehung
Aus Anlass seines 60. Geburtstags gab Hannes Wader ein Jubiläumskonzert, zu dem er auch Reinhard Mey, Konstantin Wecker und Jo Barnikel, der seit Jahren Konstantin Wecker am Klavier begleitet, einlud. Das Konzert fand am 21. Juni 2002 in Waders Heimatstadt Bielefeld statt.
Im Vorwort des Booklets zu dieser Doppel-CD schreibt Wader, dass ein Konzert mit ihm, Wecker und Mey nie wieder stattfinden würde und dies sozusagen ein exklusives Konzerterlebnis mit einmaligem Charakter bleiben sollte. Der Liedermacher irrte. Der nächste Anlass sollte am 15. Februar 2003 in Berlin sein. Es handelte sich um die große Demonstration gegen den Irak-Krieg, an der über 500.000 Menschen teilnahmen. Im Anschluss daran erschien im November 2003 eine erweiterte und limitierte Edition dieses Albums. Es wurden drei Lieder aus dem gemeinsamen Konzert gegen den Irak-Krieg hinzugefügt. Reinhard Mey sang seinen Titel Frieden, Konstantin Wecker eine aktualisierte Version seines Hits Willy, unter dem Namen Willy 5, und alle drei sangen gemeinsam Waders Friedenshymne Es ist an der Zeit vom gleichnamigen Album (erschienen 1980).

## Titelliste

### Album „Bielefeld“
CD 1:
1. Gut, wieder hier zu sein – 3:27
2. Damals – 4:23
3. Schön ist die Jugend – 4:20
4. Kleine Stadt – 4:03
5. Komm, gieß mein Glas noch einmal ein – 3:55
6. Ein Stück Musik von Hand gemacht – 4:01
7. Freundliche Gesichter – 3:57
8. Rencontre/Begegnung – 4:55
9. Im Namen des Wahnsinns – 2:29
10. Wenn die Börsianer tanzen – 2:45
11. Willy 4 – 8:53
12. Rosen im Dezember – 2:25
13. Vaters Land – 3:56

CD 2:
1. Wünsche – 3:09
2. Erste Liebe – 4:02
3. Was passierte in den Jahren – 3:54
4. Stürmische Zeiten, mein Schatz – 6:48
5. Amerika – 4:05
6. Ich wollte wie Orpheus singen – 2:25
7. 51er Kapitän – 4:42
8. Lass Liebe auf uns regnen – 4:29
9. Diplomatenjagd – 4:16
10. Gestresst – 3:04
11. Sage nein! – 2:46
12. Bella Ciao – 3:42
13. So trolln wir uns ganz fromm und sacht – 2:49
14. Gute Nacht, Freunde – 3:03
15. Wer weiß – 2:46
16. Hidden Track: Happy Birthday, Hannes – 0:46

### Limitierte Edition
Die limitierte Version, die aus dem Berliner Auftritt entstand, hat eine veränderte Tracklist: Die ersten beiden Lieder von CD 2 wurden ans Ende von CD 1 verschoben, so dass auf CD 2 mehr Platz für folgende Bonustracks war, die hinten angehängt wurden:
- Frieden
- Willy 5
- Es ist an der Zeit

## Mehrstimmigkeit
Viele der Lieder werden von ihren jeweiligen Autoren/Komponisten solistisch vorgetragen, einige aber auch mit Partnern. Im Einzelnen sind dies:
- Gut, wieder hier zu sein (Taylor/dt. Text: Wader): beginnen Mey und Wecker, Wader kommt hinzu
- Kleine Stadt (Coulter/dt. Text: Wader): Wader und Mey
- Rencontre/Begegnung (Wader/frz. Text: Mey): Wader und Mey, wie in ihren Anfängen als Liedermacher
- Gestresst (Mel.: trad/Text: Wader): Wader, Wecker, Mey
- Bella Ciao (trad./dt. Text: Berner): Wader, Mey, Wecker
- So trolln wir uns ganz fromm und sacht+ (Bellmann/dt. Text: Zuckmayer): Mey, Wader
- Gute Nacht, Freunde (Mey): Wader, Mey
- Wer weiß (Mel.: trad/Text: Wader): Wader, Wecker, Mey

## Trivia
- Die zweite CD endet mit dem im Titelverzeichnis nicht aufgeführten Track #16 (Hidden Track), bei dem das Publikum A cappella Hannes Wader zum Geburtstag gratuliert.
- Wecker verwendet für das Lied Stürmische Zeiten, mein Schatz, das erstmals 1994 auf seinem Album „Wenn du fort bist“ erschienen ist, für den Refrain das Zitat „Leben ist Brückenschlagen über Ströme, die vergehen“ aus dem Gedicht Schleierkraut von Gottfried Benn.